# Ishmael Miller
Ishmael Miller (* 5. März 1987 in Manchester) ist ein englischer Fußballspieler.

## Karriere

### Manchester City
Im Jahr 2005 rückte der junge Angreifer in den Profikader von Manchester City. In den Vorbereitungsspielen auf die Saison 2005/06 gab er sein Debüt für die Citizens. Auf sein Premierenspiel in der Premier League 2005/06 musste Miller bis zum 18. März 2006 warten. Gegen Wigan Athletic wurde er in der 61. Minute für Georgios Samaras eingewechselt. Das Spiel wurde 0:1 verloren. Es blieb sein einziger Einsatz für diese Spielzeit. In der Folgesaison kam Miller zu 16 Ligaeinsätzen für die Profimannschaft, holte sich die meiste Spielpraxis aber über das Reserve-Team, bei denen er zeitweise auch Toptorjäger war. Hinter Stürmer wie Darius Vassell, Georgios Samaras, Bernardo Corradi, Stephen Ireland und den im Februar 2008 verpflichteten Emile Mpenza hatte Miller meist nur die Rolle des Zuschauers oder Jokers inne.

### West Bromwich Albion
Im Sommer 2007 rangen die Vereine Preston North End und West Bromwich Albion um die Gunst des Stürmers. Am 15. August 2007 gab Bromwich-Trainer Tony Mowbray bekannt, Miller für die kommende Spielzeit auszuleihen. Bereits am 18. August gab der Offensivspieler sein Debüt für das neue Team und trug sich beim 2:0-Sieg in die Torschützenliste ein. Der Treffer gelang ihm sieben Minuten nach seiner Einwechslung gegen Kevin Phillips.
In der Folgezeit erspielte der große Angreifer sich zusehends Aufmerksamkeit und auch City-Trainer Sven-Göran Eriksson erwähnte im Oktober 2007, dass Miller noch immer eine Rolle in den zukünftigen Plänen des Team-Managers spiele. Trotzdem entschied sich der Stürmer gegen Manchester und unterzeichnete am 31. Januar 2008 einen dauerhaften Vertrag mit den Baggies für die kommenden 3½ Jahre. Am Ende der Saison 2007/08 wurde Miller (34 Spiele/9 Tore) mit Bromwich Meister in der zweiten englischen Liga und erreichte damit den Aufstieg. Seinen ersten Premier-League-Treffer erzielte Miller dann am 28. Oktober 2008 bei der 1:2-Niederlage gegen Newcastle United. Im Dezember 2008 riss sich Miller (15 Spiele/3 Tore) im Spiel gegen den FC Portsmouth bei einem Zusammenstoß mit Torhüter David James das Kreuzband. Er fiel für den Rest der Rückrunde aus. Seine Mannschaft stieg am Saisonende aus der Premier League 2008/09 ab und so kam Miller erst am 8. Januar 2010 in der Football League Championship 2009/10 wieder zu einem Ligaspieleinsatz. Insgesamt absolvierte er 15 Zweitligaspiele und erzielte zwei Treffer. Nach der erneuten Rückkehr in die Premier League bestritt er 6 Einsätze, ehe er am 21. Januar 2011 auf Leihbasis zu den Queens Park Rangers wechselte.

### Nottingham Forest
Am 15. August 2011 unterzeichnete Ishmael Miller einen Dreijahresvertrag und wechselte für 1,2 Mio. Pfund zum von Steve McClaren trainierten Zweitligisten Nottingham Forest. Nach einer unbefriedigenden ersten Spielzeit für seinen neuen Verein, wechselte er zu Beginn der Saison 2012/13 für eine Spielzeit auf Leihbasis zum FC Middlesbrough.
Im November 2013 folgte ein weiterer Wechsel auf Leihbasis zu Yeovil Town.

### FC Blackpool
Nachdem sein auslaufender Vertrag in Nottingham nicht verlängert worden war, wechselte er am 6. August 2014 zum FC Blackpool.

### Nationalmannschaft
Durch gute Leistungen in der Football League Championship erhielt Miller im November 2007 seine erste Berufung in die U21 Englands. Beim Spiel am 16. November gegen die bulgarische U-21-Auswahl wurde er allerdings nicht eingewechselt.

## Erfolge
- Gewinn der Football League Championship mit West Bromwich Albion: 2008
- Gewinn der Football League Championship mit den Queens Park Rangers: 2011